# Madonna del Passeggio
La Madonna del Passeggio è un dipinto a olio su tavola (88x62 cm) di Raffaello e aiuti, databile al 1516-1518 circa e conservato nella National Gallery of Scotland di Edimburgo.

## Storia
L'opera, che fu posseduta da Cristina di Svezia e dal Duca di Bracciano, entrò in seguito nella collezione del duca d'Orléans e, dal 1792 al 1945 in quella Ellesmere di Londra, passando poi nel museo dal lascito Bridgewater, assieme ad altre opere del Sanzio, quali la Sacra Famiglia con la palma e la Madonna Bridgewater.
Se il disegno è di solito riferito al Sanzio, nella stesura dovette collaborare Giovan Francesco Penni.

## Descrizione e stile
La composizione vuole probabilmente alludere all'incontro fortuito, narrato nei vangeli apocrifi, della Sacra Famiglia durante il ritorno dalla fuga in Egitto con il giovane Giovanni Battista, già eremita nel deserto. A piedi nella campagna infatti, la Madonna a tutta figura sembra presentare il figlio al Battista, che lo scruta da vicino, in un intensissimo scambio affettuoso; Giuseppe assiste di sfuggita alla scena mentre, fagotto legato a una bastone sulla spalla, si incammina dietro a un cespuglio. Il Battista, come di consueto, indossa solo la pelliccia di cammello, tiene una croce, che lo qualifica come Precursore (per questo Gesù sembra afferrarla, come ad accettare il proprio destino), e il cartiglio con la scritta "Ecce Agnus Dei".
Tutta la scena è ambientata in un luminoso paesaggio, che si perde a vista d'occhio con echi leonardeschi.
In lontananza è rappresentato un tempio di tipo classico.